# 大基謝加奇湖 (切巴爾庫爾區)

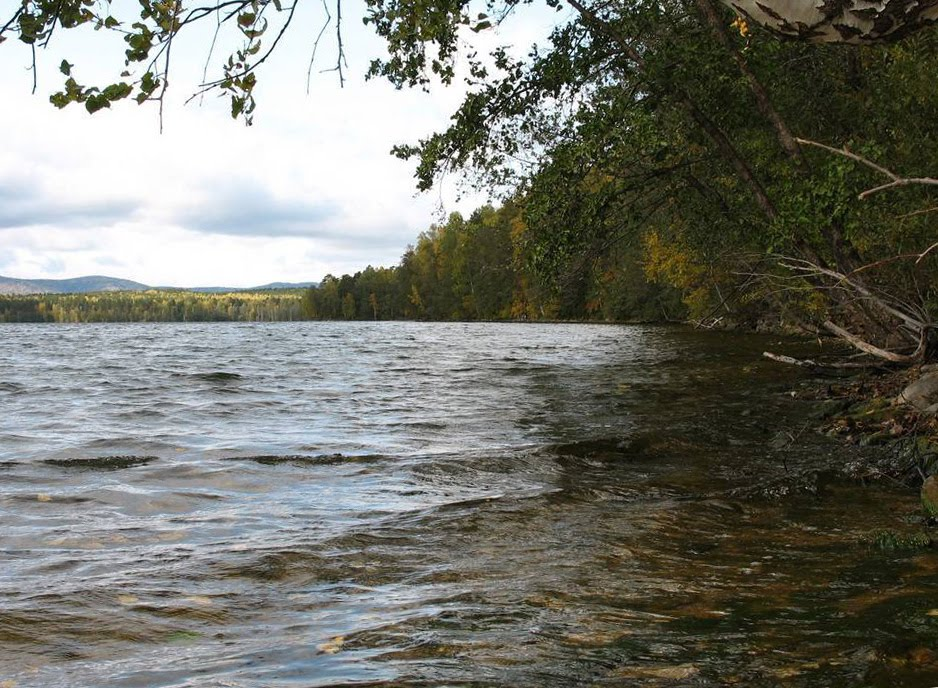

55°02′36″N 60°18′26″E / 55.0432°N 60.3072°E
大基謝加奇湖（俄语：Большой Кисегач），是俄羅斯的湖泊，位於該國西南部車里雅賓斯克州，由切巴爾庫爾區負責管轄，面積14.2平方公里，平均水深12米，最大水深34米。